# Angel Face (cocktail)
L'Angel Face è un cocktail all-day a base di gin, apricot brandy e calvados. È un cocktail ufficiale IBA.

## Storia
Sebbene l'origine del cocktail non sia nota, le ipotesi principali suppongono che sia nato negli anni venti del XX secolo in Francia: tale tesi addurrebbe come prova la presenza del calvados, liquore di comune utilizzo in Francia ed, in particolare, in quel periodo, in quanto una epidemia di fillossera dei vigneti europei aveva limitato la produzione di brandy. Su queste basi, una delle ipotesi più frequenti vuole che il cocktail sia stato crerato da Harry MacElhone, fondatore dell'Harry's New York Bar a Parigi per il 19 luglio 1919, in onore delle celebrazioni per la vittoria della prima guerra mondiale. La prima testimonianza certa risulta, però, del 1930 quando Harry Craddock inserisce l'Angel Face fra le ricette del suo libro "Savoy cocktail book". Alcune fonti indicano che il nome deriverebbe da quello di un gangster americano attivo durante il proibizionismo; meno probabile la dedica a Rick Blaine, il protagonista di Casablanca interpretato da Humphrey Bogart, in quanto il film è successivo alle prime testimonianze (1942).

## Composizione

### Ingredienti
- 3 cl di gin
- 3 cl di apricot brandy
- 3 cl di calvados

### Preparazione
Mettere gli ingredienti in uno shaker con il ghiaccio. Shakerare e versare il contenuto in una coppetta da cocktail attraverso uno strainer.